# سون دام-بی
سون دام-بی (به انگلیسی: Son Dam-bi)(زاده ۲۵ سپتامبر ۱۹۸۳) خواننده، بازیگر کره‌ای است.